# Departamento de Gobernación y Relaciones Institucionales de la Generalidad de Cataluña
El Departamento de Gobernación y Relaciones Institucionales de la Generalidad de Cataluña es uno de cuantos se compone la Administración de la Generalidad. Su titular es la vicepresidenta del Gobierno, Joana Ortega, desde el 29 de diciembre de 2010.

## Lista de consejeros de gobernación (1977-actualidad)
| Legislatura | Nombre                      | Inicio                  | Fin                     | Partido |
| ----------- | --------------------------- | ----------------------- | ----------------------- | ------- |
| provisional | Frederic Rahola i d'Espona  | 5 de diciembre de 1977  | 19 de octubre de 1978   | ERC     |
| provisional | Manuel Ortinez Murt         | 19 de octubre de 1978   | 15 de diciembre de 1979 | indep.  |
| provisional | Josep Maria Bricall i Masip | 15 de diciembre de 1979 | 28 de abril de 1980     | indep.  |
| I           | Joan Vidal i Gayolà         | 8 de mayo de 1980       | 24 de agosto de 1982    | CDC     |
| I/II        | Macià Alavedra i Moner      | 24 de agosto de 1982    | 9 de mayo de 1986       | CDC     |
| II          | Agustí Bassols i Parés      | 9 de mayo de 1986       | 4 de julio de 1988      | UDC     |
| III/IV      | Josep Gomis i Martí         | 4 de julio de 1988      | 22 de diciembre de 1992 | CDC     |
| IV          | Maria Eugènia Cuenca        | 22 de diciembre de 1992 | 1 de febrero de 1995    | CDC     |
| IV/V        | Xavier Pomés i Abella       | 1 de febrero de 1995    | 28 de noviembre de 1999 | CDC     |
| VI          | Josep Antoni Duran i Lleida | 29 de noviembre de 1999 | 5 de febrero de 2001    | UDC     |
| VI          | Núria de Gispert i Català   | 5 de febrero de 2001    | 4 de noviembre de 2002  | UDC     |
| VI          | Josep Maria Pelegrí i Aixut | 4 de noviembre de 2002  | 17 de diciembre de 2003 | UDC     |
| VII         | Joan Carretero i Grau       | 17 de diciembre de 2003 | 20 de abril de 2006     | ERC     |
| VII         | Xavier Vendrell i Segura    | 20 de abril de 2006     | 11 de mayo de 2006      | ERC     |
| VII         | Xavier Sabaté i Ibarz       | 11 de mayo de 2006      | 29 de noviembre de 2006 | PSC     |
| VIII        | Joan Puigcercós i Boixassa  | 29 de noviembre de 2006 | 10 de marzo de 2008     | ERC     |
| VIII        | Jordi Ausàs i Coll          | 10 de marzo de 2008     | 29 de diciembre de 2010 | ERC     |
| IX/X        | Joana Ortega                | 29 de diciembre de 2010 | 22 de junio de 2015     | UDC     |

- Datos: Q4893983